# 帆鰭鰻
帆鰭鰻，為輻鰭魚綱鰻鱺目糯鰻亞目蛇鰻科的其中一種，分布於西大西洋區，從美國北卡羅萊納州至佛羅里達州東北部及墨西哥灣東北部海域，體長可達51公分，棲息在底層水域，屬肉食性，生活習性不明。

## 擴展閱讀
維基物種上的相關：帆鰭鰻